# Heterophrynus batesii
Espèce
Synonymes
- Phrynus batesii Butler, 1873
- Heterophrynus longimanus Piza, 1938
- Heterophrynus nicefori Amado & Morales, 1986

Heterophrynus batesii est une espèce d'amblypyges de la famille des Phrynidae.

## Distribution
Cette espèce se rencontre en Colombie, en Équateur et au Brésil dans les États d'Amazonas et du Pará.

## Systématique et taxinomie
Cette espèce a été décrite sous le protonyme Phrynus batesii par Arthur Gardiner Butler en 1873.
Heterophrynus longimanus a été placée en synonymie avec Heterophrynus batesii par Giupponi en 2002.
Heterophrynus nicefori a été placée en synonymie avec Heterophrynus batesii par Giupponi et Kury en 2013.

## Étymologie
Cette espèce est nommée en l'honneur d'Henry Walter Bates.

## Publication originale
- Butler, 1873 : A monographic revision of the genus Phrynus. Annals and Magazine of Natural History, sér. 4, vol. 12, p. 117-125 (texte intégral).